# Me & My Friends
Me & My Friends е осмият издаден сингъл на американската фънк рок група Ред Хот Чили Пепърс. Това е втората песен от албума The Uplift Mofo Party Plan.
Песента е посветена на приятелството и в нея Кийдис пее за приятелите си и най-вече за бившия китарист на групата – Хилел Словак. Групата изпълнява тази песен по време на концертите често и е единствената песен преди албума Blood Sugar Sex Magik, която групата продължава да изпълнява.